# Polifenol
Els polifenols són un grup de substàncies químiques trobades en plantes i caracteritzades per la presència de més d'un grup fenol per molècula. Els polifenols són generalment subdividits en tanins hidrolitzables, que són èsters d'àcid gàl·lic de glucosa i altres sucres; i fenilpropanoides, com la lignina, flavonoides i tanins condensats.
En diversos olis essencials, com per exemple el del coriandre, s'ha detectat la presència de polifenols, als que se'ls hi atribueix algunes propietats força interessants com propietats antimicrobianes, tant antibacterianes com antifúngiques així com diversos usos clínics.
Els polifenols es poden trobar en l'oli de colza, especialment en les seves llavors. Aquests aporten beneficis per a la salut, com la protecció cardiovascular, la millora de la sensibilitat a la insulina i efectes neuroprotectors. Així mateix, els compostos bioactius també contribueixen a reduir l’estrès oxidatiu i a modular processos inflamatoris.

## Classificació
La subdivisió de polifenols en tanins, lignines i flavonoides deriva de la varietat d'unitats simples polifenols derivats dels metabòlits secundaris de les plantes de la ruta de l'àcid siquímic, així com en les divisions clàssiques basades en la importància relativa de cada component base en els diferents camps d'estudi. La química dels tanins es va originar a causa de la importància de l'àcid tànic per a la indústria de l'adobat; les lignines per la química del sòl i l'estructura de plantes; i els flavonoides per l'estudi dels metabòlits secundaris de plantes en la defensa dels vegetals i en el color de les flors (antocines).